# Au-delà des rizières
Au-delà des rizières est un roman de l'écrivain malgache Naivo, de son vrai nom Naivoharisoa Patrick Ramamonjisoa, publié à Paris en mars 2012. L'histoire, qui prend pour cadre Madagascar dans la première moitié du XIXe siècle, relate l'ascension sociale d'un esclave affranchi, Tsito, et sa passion cachée pour la fille de son ancien maître, Fara. 
Écrit à la première personne avec une alternance de narrateurs empruntée au genre hain-teny, le roman décrit les destins entrecroisés de ces deux personnages à travers une vaste fresque sociale et politique du Madagascar précolonial.

## Contexte historique
L’histoire commence en 1820, peu après l’arrivée des premiers missionnaires anglais de la London Missionary Society (LMS) dans les hautes terres de Madagascar. Rompant avec la défiance de son prédécesseur Andrianampoinimerina envers les influences étrangères, le roi Radama a résolument ouvert les portes de son royaume aux Européens. Cette politique amorcée dès 1817, par la signature d’un traité avec l’Angleterre, lui permettra de consolider son pouvoir, notamment au moyen de la création d’une véritable armée, et de faire reconnaître sa suzeraineté sur l’ensemble de la Grande Île.
À sa mort prématurée en 1828, son épouse Mavo monte sur le trône et prend le nom de Ranavalona. Proche des milieux traditionalistes, celle-ci opère bientôt un revirement et sévit durement contre tout ce qui lui paraît menacer l’intégrité du royaume et l’ordre traditionnel. D’abord toléré, le prosélytisme chrétien est vite mis hors la loi et les missionnaires sont obligés de partir. Les changements amorcés sous Radama ont cependant déjà un impact profond sur la société malgache. La volte-face de la Reine, qui dénonce des traités conclus par son défunt époux, est en outre très mal accueillie par l’Angleterre, dont les ambitions commerciales sont contrariées, et par la France, qui convoite certaines zones côtières et adopte rapidement une stratégie d’intimidation militaire.
Le pouvoir de Ranavalona est ébranlé, d’autant que l’unification du royaume, menée à coups de conquêtes souvent meurtrières et de mises sous coupe impitoyables, est loin d’être acquise. Le récit, qui n’évoque ces événements qu’en arrière-plan, se termine en 1849, au plus fort de la persécution des chrétiens par Ranavalona.

## Peinture sociale
Le roman s’attache aux trajectoires d’individus issus de milieux humbles dans une société en pleine mutation. Fara, jeune villageoise condamnée par un devin, et son petit esclave Tsito, captif  de guerre, fréquentent les toutes premières écoles missionnaires où la langue autochtone est pour la première fois codifiée à l’aide de l’alphabet latin.
Dans un monde rural ancien reconstitué, les usages ancestraux comme la divination, les suppressions préventives d’enfants ou les journées de licence sexuelle s’affrontent aux valeurs naissantes d’un christianisme conquérant. Tsito et Fara y tentent de conjurer le mauvais sort et l’infortune et donner corps à leurs rêves. Le récit redonne vie à des pratiques perdues comme le concours de parures fampitaha, dont Fara sera une reine, et les joutes de parole. L’enfance et l’éducation de Tsito  remettent par ailleurs en lumière certaines conditions sociales comme l’assujettissement et l’esclavage. À travers le personnage de Rado, le père de Fara, le roman souligne le rôle grandissant du commerce et des trafics dans la redistribution de pouvoirs.
Alphabétisés de la première heure, plus instruits que leurs congénères, Tsito et Fara partiront chacun à leur tour, dans la deuxième partie du livre, à la conquête d’Antananarivo, la Cité des Mille. Le récit prolonge les tensions esquissées dans leur village, Sahasoa, mais le champ de l’intrigue est élargi pour embrasser l’ensemble de la société, dévoilée dans ses multiples facettes par les mœurs, rumeurs et événements de la capitale. Travaux communautaires, modes vestimentaires, modifications des lieux de vie, changements alimentaires, essor de l’artisanat, sont parmi les éléments évoqués dans cette peinture sociale. Tsito travaillera notamment dans la bourgade nouvellement créée de Mantasoa, où le Français Jean Laborde a édifié un véritable complexe industriel grâce au labeur de milliers de corvéables. 
Les milieux privilégiés, où Tsito, par le biais de son nouveau maître Andrantsitoha, sera introduit, sont dépeints dans un style plus critique, parfois ironique. On y voit notamment une épouse du roi défunt Andrianampoinimerina collectionneuse de jeunes hommes, fumeuse de pipe invétérée et adepte du rhum, des officiers généraux amateurs de friandises, mais aussi des nouveaux chrétiens étroitement liés aux plus hauts dignitaires politiques dont les stratégies d’investissement du pouvoir sont relevées.

## Toile de fonds politique
Pièce centrale et récurrente de l’histoire, l’ordalie du tanguin réalise, dans le texte, le lien entre le politique et le social.  Ce moyen de jugement traditionnel fut transformé par la reine Ranavalona en instrument systématique de purge et de terreur pour juguler les forces potentiellement subversives. Le roman décrit de façon détaillée ces épurations, auxquelles la famille de Fara tentera éperdument de se soustraire. Les historiens estiment à environ 300.000 le nombre de personnes qui ont péri du tanguin sous le règne de Ranavalona. Les populations nouvellement assujetties, les esclaves et les marginaux de toutes sortes en ont été les principales victimes. Les exécutions de chrétiens n’ont constitué qu’une petite partie de ces purges, mais en ont été le pic le plus visible et le plus spectaculaire.
En amont de cette hécatombe apparaissent des factions de notables et de militaires, qui tentent de tirer parti des multiples bouleversements, dont la redéfinition des circuits commerciaux, la montée en puissance des Européens, l’instrumentalisation de l’armée ou encore l’avancée chrétienne. Ces rapports de force conduisent à des affrontements sans merci pour le contrôle des richesses, alors que la déliquescence du royaume dans son ensemble s’accélère. Plusieurs personnages du roman, dont Andriantsitoha, le nouveau maître de Tsito, seront emportés par ce jeu d’alliances et de rivalités.

## Dimension culturelle
Roman historique et allégorie, Au-delà des rizières met en relief une version malgache du choc des cultures, à travers une quête d’un passé perdu qui reconstruit sans idéaliser, et par l’utilisation de divers artifices littéraires. 
L’action culturelle et religieuse des missionnaires anglais, représentés par un pasteur nommé Blake dans le livre, est décrite comme une entreprise de type guerrière. Dès les toutes premières pages du roman, Blake, personnage abrupt, affronte le devin Ranaka, traditionaliste fanatique, au cours d’une empoignade qui préfigure les futurs dilemmes moraux des principaux personnages et ceux de tout un peuple. Le sort de Fara sera notamment lié à celui d’une amie, Vero, une évangéliste résolue. Certaines scènes et anecdotes historiques reprises dans le livre, comme la conversion du gardien de talisman Rainitsiandavana, font ressortir un phénomène de métissage de la religion chrétienne. 
C’est à travers un bref séjour de Tsito dans le  chantier naval de Chatham, en Angleterre, superpuissance de l’époque, que l’auteur évoque plus précisément les thèmes antinomiques du nationalisme culturel et de l’admiration envers la civilisation dominante. Cet épisode signale en passant l’impact de vastes courants de pensée comme le mouvement abolitionniste.
Le texte lui-même, quoique écrit en français, est émaillé de proverbes et de dictons malgaches et certaines tournures de phrases réalisent des calques de cette langue. Si le roman est ainsi fortement marqué culturellement, l’auteur cite aussi explicitement l’interférence d’œuvres étrangères, dont l’Othello de Shakespeare ou le Paul et Virginie de Bernardin de Saint-Pierre.

## Biographie de l'auteur
Naivo a été journaliste à Madagascar et enseignant en France. L’une de ses nouvelles, Dahalo, a été récompensée par un prix RFI/ACCT en 1996.  Il est l’auteur d’un travail de recherches sur le hain-teny qui a obtenu le prix du meilleur mémoire (Master of Arts) de l'Université de York en 2005. Il a aussi publié un recueil de nouvelles satiriques, Madagascar entre poivre et vanille, à Paris en 2015.

## Critiques
- Critique dans L'Express de Madagascar
- Critique dans Africultures
- Critique dans No Comment
- Critique Les agents littéraires, Sépia

## Éditions
- Folio,  (ISBN 978-2842801991)

Au-delà des rizières, Sépia, Paris, 2012.   (ISBN 978-2-842-80199-1). 
Au-delà des rizières, Sépia, Paris, 2014.   (ISBN 978-2-842-80243-1).